# Javier Nadal Ariño
Javier Nadal Ariño (Areny de Noguera, Ribagorça, Aragó, 7 de maig de 1949) és un enginyer de telecomunicacions aragonés.
Enginyer de telecomunicació per l'ETSIT de la Universitat Politècnica de Madrid des del 1971, i diplomat en estudis avançats en Sociologia per la Universitat Complutense de Madrid, Nadal és el president de l'Associació Espanyola de Fundacions (AEF), secretari del Consell Social de la Universitat Nacional d'Educació a Distància (UNED), i patró de diverses fundacions. També ha estat vicepresident executiu de la Fundació Telefònica, i enginyer de l'any 1986 pel Col·legi Oficial d'Enginyers de Telecomunicació i l'Associació d'Enginyers de Telecomunicació.
La seva activitat professional començà el 1972 a l'empresa italiana Telettra, al centre de desenvolupament situat a Vimercate, a Milà, on romangué fins al 1975. Tornat a Espanya continuà treballant a l'àrea d'R+D de Telettra Espanyola S.A. als Laboratoris de Torrejón de Ardoz. El 1977 ingressà al Cos d'Enginyers de Telecomunicació de la Direcció General de Correus i Telecomunicació per concurs oposició. El seu primer destí fou a la prefectura de centrals i xarxes de Telègrafs i Télex. El febrer de 1978 sol·licità una excedència per traslladar-se a l'Havana i treballar durant 4 mesos contractat per la Unió Internacional de Telecomunicacions (UIT) com a expert en Transmissió de dades, en un programa d'Ajuda al Desenvolupament de les Nacions Unides. Entre el 1981 i el 1984 va ser Secretari del Col·legi Oficial d'Enginyers de Telecomunicació. El 1983 va treballar com a assessor a la Director General d'Electrònica i Informàtica del Ministeri d'Indústria. El 1984 fou nomenat Cap de Servei de l'Institut d'Estudis de Transports i Comunicacions. Durant el 1985 formà part de l'equip, dirigit per Manuel Castells, que va fer un estudi sobre 'Noves Tecnologies, Economia i Societat a Espanya', encarregat per la Presidència del Govern. El juliol de 1985, Javier Nadal va ser nomenat Director General de Telecomunicacions al Ministeri de Transports i Comunicacions, càrrec que ocupà fins a 1995. També fou Delegat del Govern a la Companyia Telefònica. El 1986 fou elegit Enginyer de l'Any pel Col·legi d'Enginyers de Telecomunicació i l'Associació Espanyola d'Enginyers de Telecomunicació.
En el procés d'incorporació d'Espanya a la Comunitat Europea, participà en l'elaboració del Llibre Verd de 1987, a la primera Llei d'ordenació de les telecomunicacions (LOT) i a la redacció del nou contracte de l'Estat amb Telefónica. Després de la creació de la companyia, Javier Nadal va ser president de Retevisión des del 1989 fins al 1993. L'últim projecte que va desenvolupar Javier Nadal per a l'Administració va ser la introducció real de la competència al sector de les telecomunicacions.
El 1995 s'incorporà al Grup Telefónica, sent nomenat president de Telefónica Argentina. El 1998 dirigí l'equip de seguiment del procés regulatori de la privatització de la telefonia al Brasil. El 1999 retornà a Espanya i fou nomenat Director General de Regulació de Telefònica Llatinoamèrica. Del 2003 al 2004 Javier Nadal va exercir el càrrec de president de Telefónica del Perú. El 2004, després de tornar a Espanya, va ser designat Director General de Relacions Institucionals i Regulació de Telefònica. A partir del 2008 es va dedicar en exclusivitat a la Fundació Telefónica com a vicepresident executiu. El 2013 es va desvincular de Telefónica S.A. encara que va continuar formant part del patronat de la Fundació.
Des del 2011, és el president de l'Associació Espanyola de Fundacions, havent estat reelegit el 2015 i, posteriorment, el 2019.
Durant la seva trajectòria professional, Javier Nadal ha publicat diversos treballs relacionats amb la tecnologia, amb la història de les telecomunicacions, i tambe amb el món de les fundacions.